# Charlottes tryllespind
 For alternative betydninger, se Charlottes tryllespind (flertydig). (Se også artikler, som begynder med Charlottes tryllespind)
Charlottes tryllespind (Charlotte's Web) er en børnebog af den amerikanske forfatter E.B. White. Den blev første gang udgivet i 1952 og fortæller historien on en gris ved navn Wilbur og hans venskab med edderkop ved navn Charlotte. Bogen blev illustreret af Garth Williams. I 2000 berettede Publishers Weekly, at bogen var den bedst sælgende børnebog nogensinde. Whites tørre og afdæmpede skrivemåde er med til at gøre Charlottes tryllespind til en klassiker blandt børnebøger, som kan nydes af både børn og voksne.[kilde mangler] Beskrivelsen af oplevelsen af at svinge rundt i reb på en bondegård er et ofte citeret eksempel på rytme, da måden det er skrevet på, afspejler de svingende bevægelser.[kilde mangler]

## Handling
Bogen begynder, da John Arables so farer med et kuld af smågrise. Arable opdager, at en af dem er et skravl og beslutter sig for at slå den ihjel. Fern, hans otteårige datter, tigger ham om at lade den leve. Derfor giver hendes far hende grisen som kæledyr, og hun giver den navnet Wilbur. Wilbur er hyperaktiv og udforsker altid nye ting. Han bor sammen med Fern i et par uger, men bliver så solgt til hendes onkel, Homer Zuckerman. Til trods for at Fern besøger ham på Zuckermans farm, så ofte som hun kan, bliver Wilbur mere og mere ensom som dagene går. På et tidspunkt siger en varm og beroligende stemme til ham, at hun vil være hans ven. Den næste dag vågner han op og møder sin nye ven, Charlotte: den grå edderkop. Wilbur bliver snart efter medlem af fællesskabet mellem dyrene, der bor i kælderen under Zuckermans lade. Da det gamle får i kælderen fortæller Wilbur at han vil blive slagtet og spist til jul, går han til Charlotte for at få hjælp. Charlotte får den ide, at hun vil skrive ord med sit spindelvæv, der beskriver, hvor god Wilbur er ("en fin gris", "fantastisk", "strålende", og "ydmyg"), med det argument, at hvis hun kunne gøre Wilbur berømt nok, ville han ikke blive slagtet. Takket være Charlotte får Wilbur ikke blot lov til at leve, men tager også med Charlotte på dyrskue og vinder en præmie. På grund af edderkoppers korte levetid dør Charlotte på dyrskuet. Wilbur tilbagebetaler Charlotte ved at bringe den ægsæk, hun havde lagt på handelsmessen, før hun døde (hendes "magnum opus"), med sig hjem. Da Charlottes æg klækkes på Zuckermans farm, rejser de fleste af edderkoppeungerne bort for at begynde et nyt liv andetsteds, bortset fra tre: Joy, Aranea og Nellie, der bliver der som venner af Wilbur.

## Historien
Whites redaktør, Ursula Nordstrom, sagde at E.B. White en dag i 1952 gav hende et nyt manuskript ud af det blå, den eneste daværende eksisterende version af Charlottes's Web, som hun læste kort efter og var dybt imponeret over.
Efter at E.B. White i 1948 havde udgivet Death of a Pig, en redegørelse for hvordan det ikke lykkedes ham at rede en syg gris (der var købt for at fedes op og slagtes), kan Charlotte’s Web ses som Whites forsøg på "at vende tilbage og redde grisen".
Da White mødte edderkoppen, der oprindeligt var inspiration til Charlotte, kaldte han hende for Charlotte Epeira (efter Epeira sclopetaria, den Grå Korsedderkop, nu kendt som Aranea sericata) og fandt senere ud af at det mere moderne navn for samme var Aranea. I romanen angiver Charlotte sit fulde navn som "Charlotte A. Cavatica", hvis videnskabelige navn er Araneus cavaticus.
De anatomiske begreber (så som dem der nævnes i begyndelsen af kapitel ni) og andre informationer, som White brugte, kom mest fra American Spiders af Willis J. Gertsch og The Spider Book af John Henry Comstock, der tilsammen giver en vis poesi af videnskabelige fakta. White brugte detaljer fra Comstocks viden omkring edderkoppeunger, især "flyvning" af de unge edderkopper og også den måde den ene af dem klatrer op på toppen af et hegn, før den hopper ud i luften. White sendte Gertschs bog til illustratoren Garth Williams. Williams indledende tegninger forestillede en edderkop med en kvindes ansigt, men White foreslog, at han meget simpelt skulle tegne en realistisk edderkop.
White havde i første omgang indledt sin bog med en introduktion af Wilbur og gården (hvilket senere blev til kapitel tre), men bestemte sig så for i stedet at starte romanen fra et menneskeligt perspektiv ved at introducere Fern og hendes familie på den allerførste side. Whites udgiver var på et tidspunkt bekymret for bogens slutning og forsøgte at få White til at ændre den.

## Film

### 1973-versionen
Bogen blev udgivet som en tegnefilm af Hanna-Barbera Productions og Sagittarius Productions i 1973 med en titelsang af Sherman Brothers.

### 2003-efterfølgeren
Dette er efterfølgeren til filmen fra 1973, udgivet direkte på video af Paramount Pictures.

### 2006-versionen
Paramount Pictures, med Walden Media, Kerner Entertainment Company, og Nickelodeon Movies, producerede en live-action/animationsfilm med Dakota Fanning som Fern og Julia Roberts som Charlottes stemme, udgivet den 15. december 2006.

## Trykte udgaver ogISBN-numre
- ISBN 0-06-026385-7 (hardcover, 1952)
- ISBN 0-06-026386-5 (library binding, 1952)
- ISBN 0-06-440055-7 (paperback, 1974)
- ISBN 0-606-02628-2 (prebound, 1980)
- ISBN 0-87129-243-2 (paperback, 1983)
- ISBN 0-06-107010-6 (paperback, 1990)
- ISBN 1-56137-630-2 (hardcover, 1998)
- ISBN 1-56137-026-6 (hardcover, 1999)
- ISBN 1-58118-050-0 (library binding, 1999, Large Type Edition)
- ISBN 0-06-441093-5 (paperback, 2001)
- ISBN 0-7587-0178-0 (hardcover, 2002)
- ISBN 0-06-000698-6 (hardcover, 2002, 50th Anniversary Edition)
- ISBN 0-8072-8305-3 (paperback)